# Giuseppe De Nigris
Giuseppe De Nigris (Foggia, 7 luglio 1832 – Marano di Napoli, 2 febbraio 1903) è stato un pittore italiano.

## Biografia
Nel 1848, a sedici anni, insieme al pittore foggiano Vincenzo Dattoli, Giuseppe De Nigris andò a Roma per ragioni di studio; ma fu tratto in arresto, per sospetta attività di carbonaro e rimandato in patria. Si trasferì quindi a Napoli, per frequentare l'Accademia di belle arti e divenne allievo di Giuseppe Mancinelli. Espose, a mostre della Promotrice napoletana, le tele  Cristo nell'orto, nel 1855 e Paesaggio con Ossian e giovinetta che suona la cetra, nel 1859.  Dipinse anche nature morte e scene di genere.
Tornò a Roma nel 1859, con una lettera di presentazione del suo maestro Domenico Morelli per Achille Vertunni, un pittore celebrato per i soggetti storici; ma l'anno successivo Giuseppe De Nigris tornò nuovamente a Napoli, liberata dai Borboni. A Napoli, a mostre della Società Promotrice, espose Canzone d'amore, Ultima Messa (1878, ora a Parigi), Cieche operaie, Vino e donna. Dopo il 1860 aveva aggiunto soggetti patriottici e scene neo-pompeiane, che erano apprezzate dai visitatori stranieri. All'estero, suoi dipinti furono esposti a Londra nel 1888 e a Melbourne nel 1880. A Venezia, nel 1887, portò Primo ritratto.

## Opere
Due sue nature morte si trovano alla Cheltenham Art Gallery & Museum. Sono dipinte nello stile di Gioacchino Toma, pittore suo coetaneo che probabilmente conobbe in Accademia e di cui apprezzava anche l'impegno patriottico e le simpatie garibaldine.
Nella Reggia di Caserta Giuseppe De Nigris è presente con la tela Paesaggio con Ossian e giovinetta che suona la cetra, opera ispirata a I Canti di Ossian di James Macpherson.
Alla Galleria dell'Accademia di belle arti di Napoli si conservano due opere di Giuseppe De Nigris: Processione di penitenza nelle catacombe di Napoli e Concerto per ciechi.

### Altre opere
- Il campanello della parrocchia
- La mano del ladro
- Garibaldi dicente: "Che tristo destino degli uomini lo scannarsi fra loro", 1862
- Piccoli gladiatori pompeiani, 1870, Parma
- L'ultimo giorno di Pompei, 1873, Vienna
- Manichino, 1892, Firenze
- Lo studio del frenologo Gall, 1894, Roma
- Le impressioni di un quadro, 1863
- Garibaldi a Caprera
- I morti di Mentana
- Les merveilles du Chassepot
- Pescatori sulla spiaggia di Chiaia
- Messa domenicale, 1877
- Il castello di carte